# 宽叶虎耳草
宽叶虎耳草（学名：Saxifraga tangutica var. platyphylla）为虎耳草科虎耳草属下的一个变种。

## 扩展阅读
- 維基物種上的相關：宽叶虎耳草